# Jean-Pierre-Christine Willmar

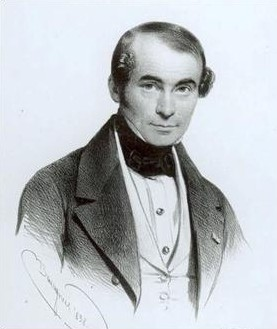
Jean-Pierre Willmar

Jean-Pierre-Christine Willmar  (* 29. November 1790 in Luxemburg; † 28. Januar 1858 in Den Haag) war ein belgischer Diplomat und Politiker.

## Leben
Jean-Pierre-Christine Willmar war der Sohn von Marie-Catherine Gras und Jean-Georges O.-M.-V.-Z. Willmar, einem früheren Parlamentsmitglied in Frankreich und von 1817 bis 1830 niederländischer Gouverneur im Großherzogtum Luxemburg, sowie älterer Bruder von Jean-Jacques Willmar.
Vom 28. September 1809 bis 1. Oktober 1811 studierte Willmar an der École polytechnique.
Am 12. Februar 1813 wurde er zum Leutnant ernannt. Bei der Völkerschlacht bei Leipzig wurde er am 19. Oktober 1813 Kriegsgefangener.
Beim Feldzug in Sachsen 1813 und beim Feldzug in Frankreich 1815 war er im Generalstab von Dominique Joseph Vandamme. Am 30. September 1817 erhielt er ein Kommando über Pioniere und am 4. August 1825 wurde er Stellvertretender Kommandierender in Lüttich.
Mit der belgischen Revolution wurde er Belgier. Am 14. Februar 1831 wurde er mit der Leitung der Pioniere beauftragt. Vom 10. September 1831 bis 10. Juni 1834 war er Generalinspekteur der Pioniere. Am 10. Juni 1834 wurde er zum Leiter der Festungsanlagen ernannt. Er wurde mit der Verhandlung von Zolltarifen entsprechend dem Vertrag vom 21. Mai 1833 mit Frankreich in Paris beauftragt. Am 19. August 1836 löste er Louis Evain als Kriegsminister ab, ein Amt, das er bis zum 18. April 1840 ausübte. Am 20. April 1840 berief ihn Leopold I. in seinen Generalstab. Am 24. April 1840 wurde Willmar außerordentlicher Gesandter und Ministre plénipotentiaire am Hof von Friedrich Wilhelm III. in Berlin. 1845 wurde er mit dem gleichen Amt zu Wilhelm II. in das Königreich der Niederlande gesandt.
Am 8. Juli 1847 wurde er zum Generalleutnant befördert und am 18. Dezember 1851 in den Ruhestand versetzt.